# U-465 (tàu ngầm Đức)
U-465 là một tàu ngầm tấn công  Lớp Type VII thuộc phân lớp Type VIIC được Hải quân Đức Quốc Xã chế tạo trong Chiến tranh Thế giới thứ hai. Nhập biên chế năm 1942, nó đã thực hiện được bốn chuyến tuần tra nhưng không đánh chìm được mục tiêu nào. Trong chuyến tuần tra cuối cùng, U-465 bị một thủy phi cơ Short Sunderland của Không quân Hoàng gia Australia thả mìn sâu đánh chìm trong vịnh Biscay vào ngày 2 tháng 5, 1943.

## Thiết kế và chế tạo

### Thiết kế

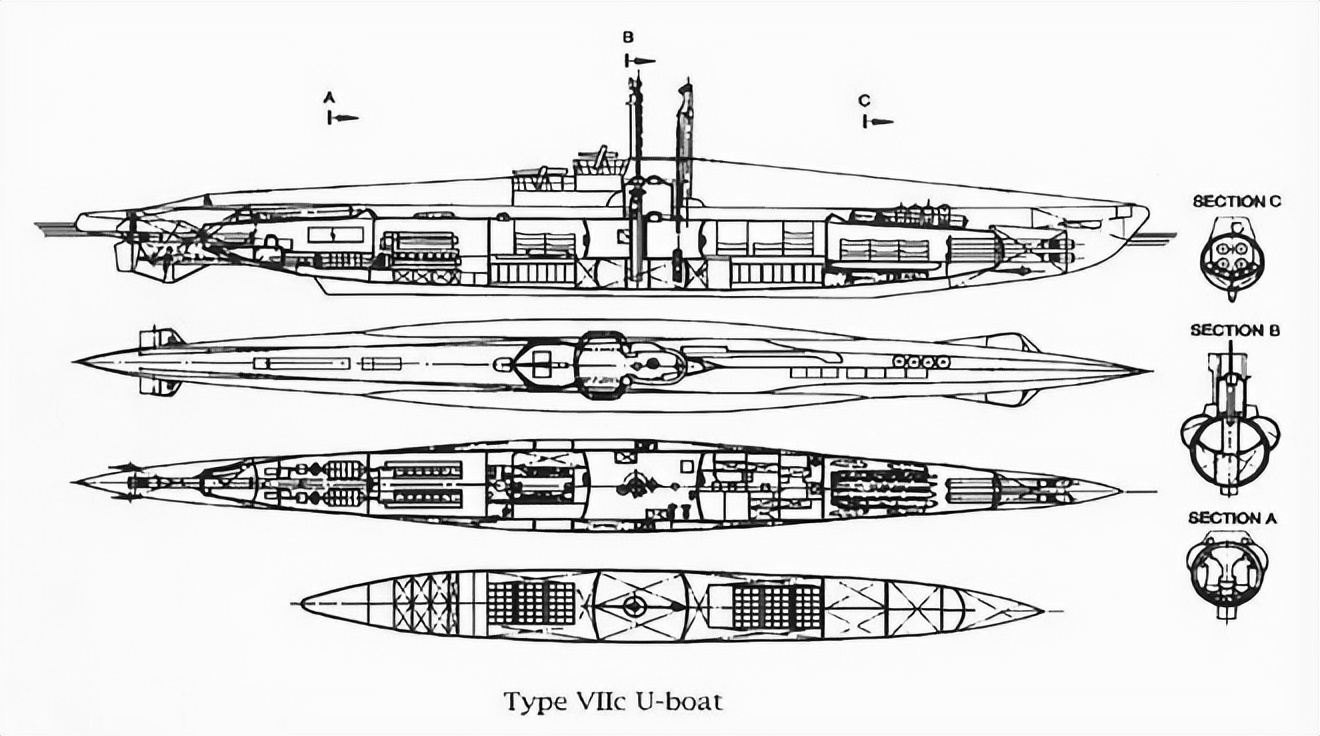
Sơ đồ các mặt cắt một tàu ngầm Type VIIC

Phân lớp VIIC của Tàu ngầm Type VII là một phiên bản VIIB được kéo dài thêm. Chúng có trọng lượng choán nước 769 t (757 tấn Anh) khi nổi và 871 t (857 tấn Anh) khi lặn). Con tàu có chiều dài chung 67,10 m (220 ft 2 in), lớp vỏ trong chịu áp lực dài 50,50 m (165 ft 8 in), mạn tàu rộng 6,20 m (20 ft 4 in), chiều cao 9,60 m (31 ft 6 in) và mớn nước 4,74 m (15 ft 7 in).
Chúng trang bị hai động cơ diesel Germaniawerft F46 siêu tăng áp 6-xy lanh 4 thì, tổng công suất 2.800–3.200 PS (2.100–2.400 kW; 2.800–3.200 bhp), dẫn động hai trục chân vịt đường kính 1,23 m (4,0 ft), cho phép đạt tốc độ tối đa 17,7 kn (32,8 km/h), và tầm hoạt động tối đa 8.500 nmi (15.700 km) khi đi tốc độ đường trường 10 kn (19 km/h). Khi đi ngầm dưới nước, chúng sử dụng hai động cơ/máy phát điện Garbe, Lahmeyer & Co. RP 137/c  tổng công suất 750 PS (550 kW; 740 shp). Tốc độ tối đa khi lặn là 7,6 kn (14,1 km/h), và tầm hoạt động 80 nmi (150 km) ở tốc độ 4 kn (7,4 km/h). Con tàu có khả năng lặn sâu đến 230 m (750 ft).
Vũ khí trang bị có năm ống phóng ngư lôi 53,3 cm (21 in), bao gồm bốn ống trước mũi và một ống phía đuôi, và mang theo tổng cộng 14 quả ngư lôi, hoặc tối đa 22 quả thủy lôi TMA, hoặc 33 quả TMB. Tàu ngầm Type VIIC bố trí một hải pháo 8,8 cm SK C/35 cùng một pháo phòng không 2 cm (0,79 in) trên boong tàu. Thủy thủ đoàn bao gồm 4 sĩ quan và 40-56 thủy thủ.

### Chế tạo
U-465 được đặt hàng vào ngày 15 tháng 8, 1940, và được đặt lườn tại xưởng tàu của hãng Deutsche Werke AG ở Kiel vào ngày 17 tháng 5, 1941. Nó được hạ thủy vào ngày 30 tháng 3, 1942, và nhập biên chế cùng Hải quân Đức Quốc Xã vào ngày 20 tháng 5, 1942 dưới quyền chỉ huy của Hạm trưởng, Đại úy Hải quân Heinz Wolf.

## Lịch sử hoạt động

### 1942
Sau khi hoàn tất việc huấn luyện trong thành phần Chi hạm đội U-boat 8, U-465 được điều sang Chi hạm đội U-boat 7 từ ngày 1 tháng 10, 1942 để hoạt động trên tuyến đầu cho đến khi bị mất.

#### Chuyến tuần tra thứ nhất
Vào cuối tháng 10, 1942, U-465 đã di chuyển từ cảng Kiel, Đức đến cảng Arendal (phía Đông Bắc Kristiansand), Na Uy. Nó xuất phát từ đây vào ngày 16 tháng 11 cho chuyến tuần tra đầu tiên trong chiến tranh, tiến ra Bắc Hải, rồi băng qua khe GI-UK giữa quần đảo Faroe và Iceland để vòng qua quần đảo Anh và hoạt động trong vùng biển Bắc Đại Tây Dương cho đến tận phía Đông Newfoundland, Canada. Chiếc U-boat kết thúc chuyến tuần tra khi quay trở về cảng St. Nazaire bên bờ Đại Tây Dương của Pháp đã bị Đức chiếm đóng, đến nơi vào ngày 21 tháng 12. St. Nazaire trở thành căn cứ hoạt động chính của chiếc tàu ngầm trong suốt ba chuyến tuần tra còn lại.

### 1943

#### Chuyến tuần tra thứ hai
U-465 khởi hành từ cảng St. Nazaire vào ngày 16 tháng 1, 1943 cho chuyến tuần tra thứ hai, và đã hoạt động tại vùng biển Trung tâm Bắc Đại Tây Dương. Tại đây vào ngày 6 tháng 2, nó bị một máy bay không rõ nhận dạng tấn công, và bị hư hại nặng đến mức phải kết thúc chuyến tuần tra, và quay trở về St. Nazaire vào ngày 18 tháng 2.

#### Chuyến tuần tra thứ ba
Chuyến tuần tra ngắn thứ ba của U-465, cùng xuất phát và kết thúc tại St. Nazaire, diễn ra trong vịnh Biscay từ ngày 7 đến ngày 14 tháng 4 mà không đánh chìm được mục tiêu nào.

#### Chuyến tuần tra thứ tư – Bị mất
U-465 khởi hành vào ngày 29 tháng 4 cho chuyến tuần tra thứ tư, cũng là chuyến cuối cùng, để tiếp tục hoạt động trong Đại Tây Dương. Chỉ bốn ngày sau đó, 2 tháng 5, trong vịnh Biscay về phía Tây Bắc mũi Ortegal, Tây Ban Nha, nó bị một thủy phi cơ Short Sunderland thuộc Liên đội 461 Không quân Hoàng gia Australia (RAAF) thả mìn sâu đánh chìm tại tọa độ 44°48′B 08°58′T / 44,8°B 8,967°T. Toàn bộ 48 thành viên thủy thủ đoàn của U-465 đều đã tử trận.
Trước đây người ta cho rằng U-465 bị đánh chìm trong vịnh Biscay vào ngày 7 tháng 5, bởi mìn sâu thả từ một chiếc Sunderland thuộc Liên đội 10 RAAF. Cuộc tấn công này thực ra nhắm vào tàu ngầm U-663.

### "Bầy sói" tham gia
U-465 từng tham gia bốn bầy sói:
- Panzer (23 tháng 11 – 11 tháng 12, 1942)
- Raufbold (11 – 12 tháng 12, 1942)
- Landsknecht (19 – 28 tháng 1, 1943)
- Pfeil (1 – 8 tháng 2, 1943)